# Bleckenrode

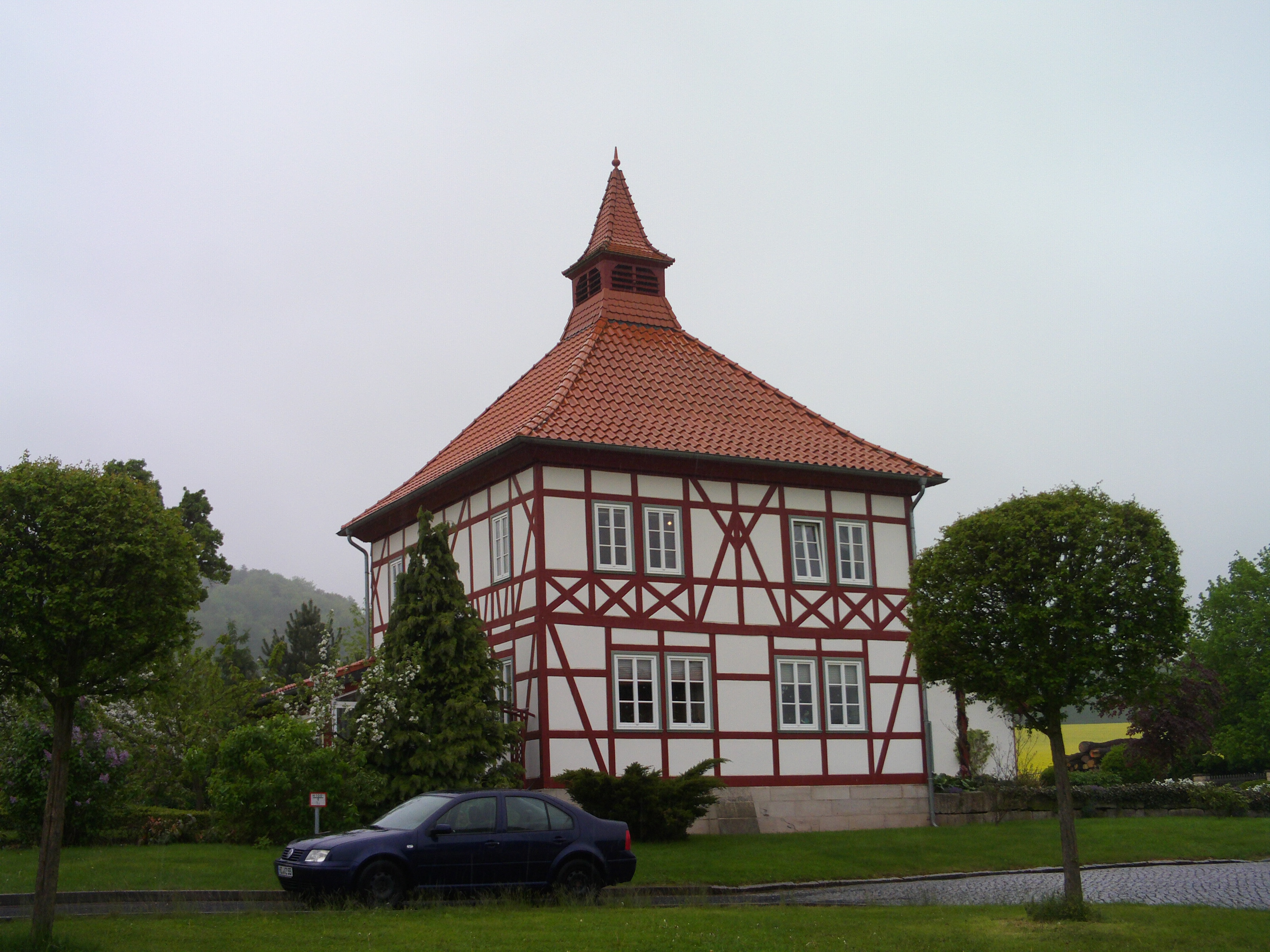
Alte Schule

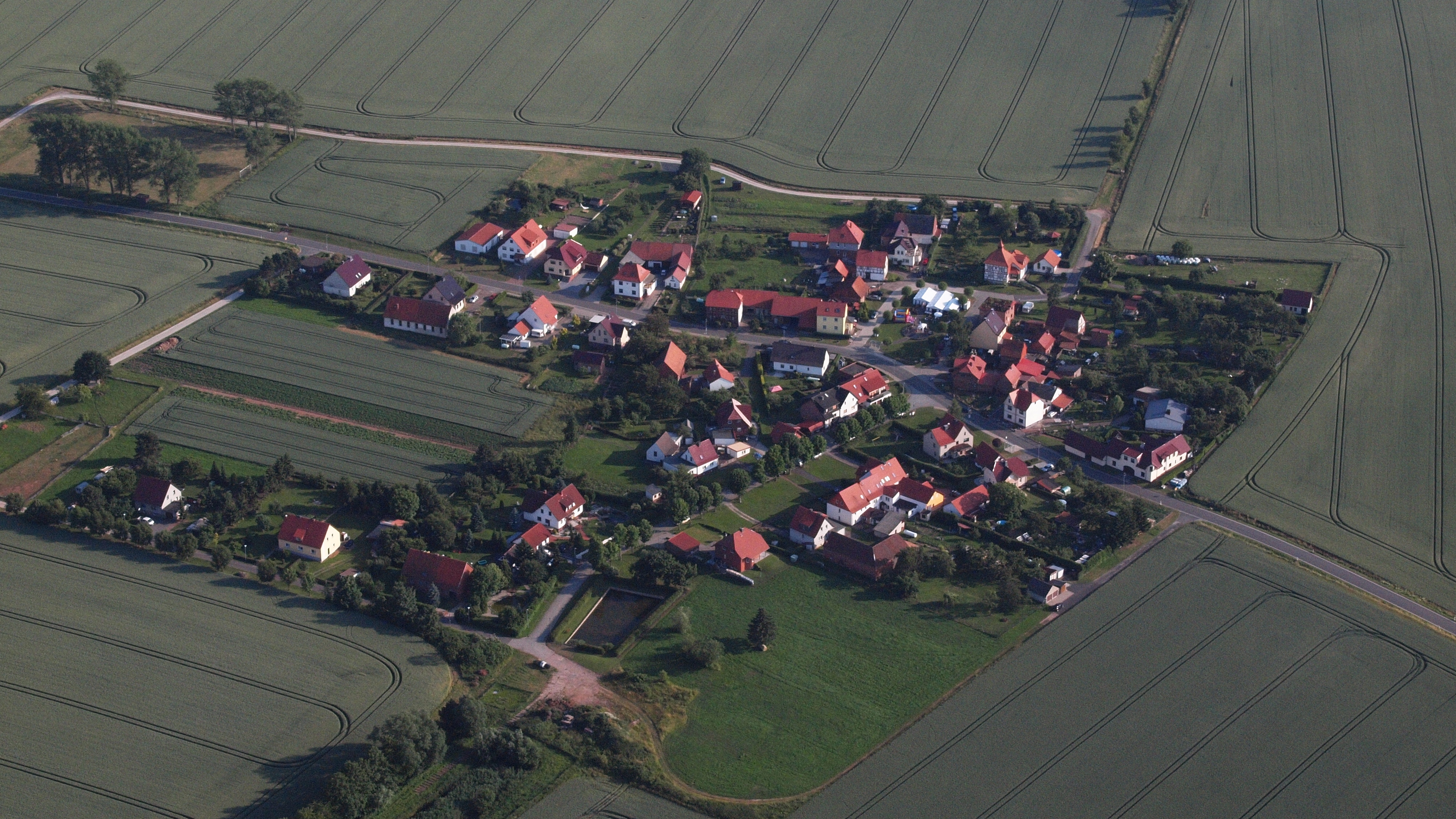
Luftbild von Bleckenrode

Bleckenrode ist ein Ortsteil von Teistungen im Landkreis Eichsfeld in Thüringen.

## Lage
Bleckenrode liegt ungefähr 11 Kilometer nordöstlich von der Kreisstadt Heilbad Heiligenstadt und fünf Kilometer südwestlich von Duderstadt im Untereichsfeld am Rande der Goldenen Mark unmittelbar an der niedersächsisch-thüringischen Landesgrenze. Verkehrsmäßig ist der Ort über die Landesstraße 2015 mit den angrenzenden Orten Böseckendorf und Berlingerode verbunden.
Höchste Erhebung ist der südwestlich gelegene Hungerberg (349,1 m). im Ort entspringt die Kleine Icke, ein Zufluss der Muse, die in Duderstadt in die Hahle mündet.

## Geschichte
Das Gut Bleckenrode wurde erstmals 1312 bei der Verleihung durch das Stift Quedlinburg an die Familie von Westernhagen urkundlich erwähnt. Es wird außerdem um 1420 als Blegkenrode im Güterverzeichnis von Quedlinburg genannt. Der Ort entstand in der dritten Siedlungsperiode (-rode = rode = riede, roden).
Die Ansiedlung ist vermutlich mit Errichtung eines Rittergutes derer von Westernhagen entstanden, die es mehrere Jahrhunderte im Besitz hatten. Anfang des 19. Jahrhunderts gelangte das Gut an andere private Besitzer, die Besitzer wechselten dann noch mehrfach, 1923 hatte das Gut eine Fläche von 138 Hektar Land. Im September 1945 wurde das Gut enteignet und das Herrenhaus bald darauf abgerissen.
Mit dem Ausbau der Grenzanlagen an der Innerdeutschen Grenze und Errichtung des Sperrgebietes der DDR war der Ort starken Beeinträchtigungen unterlegen und durfte nur mit besonderer Erlaubnis betreten werden. Unmittelbar am Dorfrand wurde ein Beobachtungsturm errichtet, von dem die gesamte Ortslage überwacht werden konnte.
Verwaltungsmäßig gehörte der Ort lange Zeit zu Böseckendorf. Heute leben etwa 130 Einwohner in Bleckenrode, vor der Wende (bis 1989) betrug die Einwohnerzahl etwa 90.